# Nikos Chatzīvrettas
Nikolaos "Nikos" Chatzīvrettas (en griego: Νίκος Χατζηβρέττας, nació el 26 de mayo de 1977 en Salónica, Grecia) es un exjugador de baloncesto de Grecia. Comenzó su carrera con el equipo Aiadas Evosmou. 

## Biografía
Desde 2003, Hatzivrettas juega en el Panathinaikos BC y antes jugó en el Aiadas Evosmou, en el Iraklis BC y en el CSKA Moscú. En el año 2007 y 2009 ganó la Euroliga con el Panathinaikos.
Con la Selección de baloncesto de Grecia ganó la medalla de oro en el Campeonato Europeo de Baloncesto Masculino de 2005 y la medalla de plata del Campeonato Mundial de Baloncesto de 2006 en Japón.

## Palmarés

### CSKA Moscú
- Liga de Rusia (2003)

### Panathinaikos BC
- Euroliga (2007, 2009)
- A1 Ethniki  (2003-04, 2004-05, 2005-06, 2006-07, 2007-08, 2008-09)
- Copa de Grecia (2005, 2006, 2007, 2008 y 2009)

### Selección nacional

#### Campeonato del Mundo
- Medalla de plata en el Mundial de 2006.

#### Campeonato de Europa
- Medalla de oro en el Europeo de 2005.

### Consideraciones personales
- Máximo anotador de la Liga Griega (2002)
- 3 veces All-Star Griego (2001, 2002 y 2004)